# Стоил Енчев
Стоил Енчев е български хореограф. Съосновател е на Ансамбъла за народни песни и танци „Силистра“. Той е един от най-ярките представители на Добруджанската фолклорна област. Неговото творчество е познато не само в България, но и в много държави по света.

## Биография
Стоил Енчев е роден на 16 юни 1932 г. в село Росеново (Област Добрич).
През годините е ръководител на редица колективи в различни населени места, с които печели награди и аплодисментите и обичта на публиката. В изграждането му като творец се открояват постановките в сюитни форми „На мегдана“, „Добруджански лазарки“, „Песни и игри от Силистренско“, „Бабушки коледари“ и др. Работил е с изтъкнати творци в българската хореография. За големия му усет към добруджанския стил говори и фактът, че за почти всички свои произведения той сам подбира и подрежда музиката. Талантът на твореца Стоил Енчев е признат и това личи от поканите да прави постановки в Държавните ансамбли за народни песни и танци като „Филип Кутев“, „Тракия“, „Добруджа“, „Загоре“ и др.
Награждаван е десетки пъти със значки и медали, носител е на орден „Кирил и Методий“ – втора и първа степен.
Стоил Енчев умира на 7 януари 2007 г.